# Eliyahu Ashtor
Eliyahu Ashtor (Vienna, 1914 – 1984) è stato uno storico austriacoisraeliano.

## Biografia
Nato Eduard Strauss, fu uno storico ed accademico austro-israeliano. Proveniente da una famiglia di forti sentimenti sionisti, studiò all'Università di Vienna, dove completò il dottorato in Studi Orientali nel 1936. Egli abbandonò l'Austria, il suo Paese natale, nel 1938 in seguito all'Anschluss alla Germania di Hitler: il fatto gli impedì di completare il percorso di studio e formazione che avrebbe dovuto condurlo a diventare rabbino. Emigrò nella Palestina mandataria, dove lavorò nella Biblioteca Nazionale dell'Università Ebraica di Gerusalemme. Qui nel 1944 egli completò un altro dottorato all'Università di Gerusalemme, specializzandosi dapprima nell'Epoca d'oro della cultura ebraica in Spagna. Nel 1955, Ashtor cominciò la sua carriera universitaria, dando alle stampe i suoi primi lavori di storia economica e sociale sulla Spagna musulmana, mettendo magistralmente in luce le pionieristiche realizzazioni della cultura islamica ed ebraica in quell'area.

Presto però i suoi interessi di studio passarono alla storia medievale dell'area del Vicino Oriente islamico, in particolare la storia sociale ed economica dell'Egitto medievale, orientandosi sullo studio e l'impiego con grande competenza dei manoscritti di Geniza del Cairo, che mutarono profondamente le conoscenze fin allora acquisite sui commerci del Vicino, Medio ed Estremo Oriente, in cui forte fu il contributo, ad esempio, dei mercanti Radaniti. 
A tal fine scrisse: 
(A Social and Economic History of the Near East in the Middle Ages, Berkeley, University of California Press, 1976, pp. 7-8)
Ashtor insegnò alla Sorbona di Parigi, quindi nella Harvard University e infine fu professore dal 1969 all'Università di Gerusalemme.

## Opere
- The Jews in Moslem Spain I, Philadelphia, Jewish Publication Society of America, 1974.
- Storia economica e sociale del Vicino Oriente nel Medioevo (A Social and Economic History of the Near East in the Middle Ages, 1976), a cura di S. Antonucci, Biblioteca di Cultura Storica, Torino, Einaudi, 1982, ISBN 978-88-065-3843-9.
- Studies on the Levantine Trade in the Middle Ages, Variorum Reprints, Londra, 1978, ISBN 0-86078-020-1. [collezione di articoli]
- The Jews and the Mediterranean economy, 10th-15th centuries, 1983.
- Technology, Industry, and Trade: the Levant versus Europe, 1250-1500, a cura di B. Z. Kedar, 1992. [collezione di articoli]